# ワイルダー・ペンフィールド

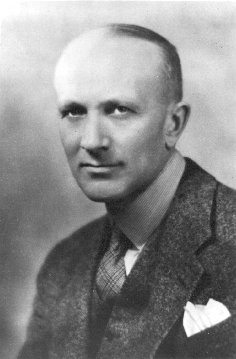
ワイルダー・ペンフィールド 1934年撮影

ワイルダー・グレイヴス・ペンフィールド（Wilder Graves Penfield, 1891年1月25日または26日 - 1976年4月5日）は、アメリカ生まれのカナダの脳神経外科医。

## 人物
ワシントン州スポケーンに生まれる。第一次世界大戦中、乗船していた客船サセックスが攻撃された際に負傷している。
1928年よりカナダ、モントリオールのマギル大学ロイヤル・ビクトリア病院に勤め、1933年てんかんの治療のために行われる開頭手術の際に脳を電極で刺激すると、鮮明な記憶がよみがえることを発見した。同年マギル大学教授となり、翌年、モントリオール神経科学研究所を創立する。
後に実体二元論を唱えるようになった。1943年王立協会フェロー選出。

## 著作物
- 『脳と心の正体』 (ISBN 4588050583) （『脳と心の神秘』ISBN 9784588772023 として再刊。）